# Золотилово (Торопецкий район)
Золотилово — деревня в Торопецком районе Тверской области. Входит в состав Реча́нского сельского поселения.

## География
Деревня расположена в южной части района в 600 метрах от границы с Западнодвинским районом. Находится на правом берегу реки Торопа. Расстояние до города Торопец — 16 километров, до деревни Речане — 8,5 километра. Ближайший населённый пункт посёлок Октябрьский.
Климат
Деревня, как и весь район, относится к умеренному поясу северного полушария и находится в области переходного климата от океанического к материковому. Лето с температурным режимом +15…+20 °С (днём +20…+25 °С), зима умеренно-морозная −10…−15 °С; при вторжении арктических воздушных масс до −30…-40 °С.
Среднегодовая скорость ветра 3,5—4,2 метра в секунду.

## История
На топографической карте Фёдора Шуберта 1867 — 1901 годов обозначена деревня Золотилова. Имела 2 двора.
В списке населённых мест Псковской губернии за 1885 год значится деревня Золотилово (№ 12533). Располагалась при реке Торопе в 16 верстах от уездного города. Входила в состав Хворостьевской волости Торопецкого уезда. Имела 3 двора и 18 жителей.
На карте РККА 1923—1941 годов обозначена деревня Золотилово. Имела 11 дворов. В деревне действовал паром через Торопу.

## Население
| 2010 |
| ---- |
| 11   |

В 2002 году население деревни составляло 11 человек.
Национальный состав
Согласно результатам переписи 2002 года, в национальной структуре населения русские составляли 100 % от жителей.